# Zgorznica
Zgorznica (do 1945 niem. Brandriege) – obecnie uroczysko, nieistniejąca osada położona w Polsce, w województwie zachodniopomorskim, w powiecie goleniowskim, w gminie Goleniów.
Polską nazwę Zgorznica ustalono urzędowo rozporządzeniem Ministrów Administracji Publicznej i Ziem Odzyskanych z dnia 1 czerwca 1948 roku.